# 耶稣会教堂 (维也纳)
耶稣会教堂（德语：Jesuitenkirche），又名大学教堂（德语：Universitätskirche），是一座两层、双塔的教堂，受早期巴洛克风格的影响，由安德烈·波佐改建于1703－1705年。位于奥地利维也纳的Dr. Ignaz Seipel-Platz，紧邻维也纳大学旧楼。

## 历史
1550年，国王斐迪南一世向Ignatius von Loyola请求，派两名神学家到维也纳大学讲学并建立一所学院。
1551年，第一批耶稣会士抵达维也纳。
1552年，Petrus Canisius 来到维也纳。他布道、演讲，并受斐迪南国王委托撰写教理问答。
1623年，耶稣会士接管人文、哲学和神学学科。他们接管了相关的建筑物和办公室，大量的建筑工作立即开始，承诺将自己的学院附属在维也纳大学之中，并在结构改造过程中建造一座教堂和一座行政大楼。
1631年，新建的教堂由红衣主教迪特里希施泰因祝圣。 7月31日（在圣伊格内修斯逝世75周年之际），五口大钟从因斯布鲁克通过水路运输抵达维也纳。250年来，它一直是维也纳大学的教堂。直到今天，维也纳人也将其视为大学教堂。
1702年，皇帝利奥波德一世将耶稣会士安德烈波佐带到维也纳。皇帝为学院和教堂进行开工仪式，而教堂被奉獻給圣徒依纳爵·罗耀拉和圣方济·沙勿略。从1703年起，作为建筑师、雕塑家和画家，安德烈波佐为教堂赋予了现在的巴洛克风格。他增建了双塔，将早期巴洛克风格立面加以改建，有狭窄的水平面和垂直剖面。窗户的设计，狭小的壁龛（有塑像）和立面较小的中央部分偏离了钟楼的巴洛克风格。在皇室的支持下，他为耶稣会教堂的内部赋予了更高级的巴洛克风格设计，至今仍保留下来。通过所有感官的体验（尤其是那副错觉穹顶壁画）来传授信仰也是今天这个教会耶稣会士的牧灵关怀的典型。工程完成后，教堂被重新祝圣奉獻給圣母升天。
1705年，利奥波德一世去世。耶稣会在大学的影响力开始下降。
1773年，由于政治压力，耶稣会被教皇废除。当时在维也纳约有350名耶稣会士，但教会和学院均属于国家。
1814年，教皇庇护七世重建耶稣会。
1827年，约翰·彼得·克拉夫特对教堂内部进行了修复。
1848年，耶稣会士被逐出奥地利。
1852年，弗朗茨约瑟夫皇帝为了君主制能够延续而恢复耶稣会。
1856年，皇帝将大学教堂归还给耶稣会士，并在毗邻的建筑空间中为学者提供住房和教牧服务。
1896-1914年完成内部修复：尤其是天顶壁画有重大变化。
与1773年之前一样，1934年再次获准使用教堂的地下室作为耶稣会士的墓地。
1986-1998年，教堂的外部和内部进行大修。
2004年，一个带有3层手键盘的管风琴被祝圣且投入使用。

## 室内
尽管其外观相对朴素，但是室内有非常华丽的仿大理石柱子、镀金和许多寓言的天顶壁画。天花板分为四个隔间，运用了错觉技术。安德烈·波佐在1703年开始，卓越的错视画派的穹顶，画在天花板的平坦部分，是一个真正的杰作。

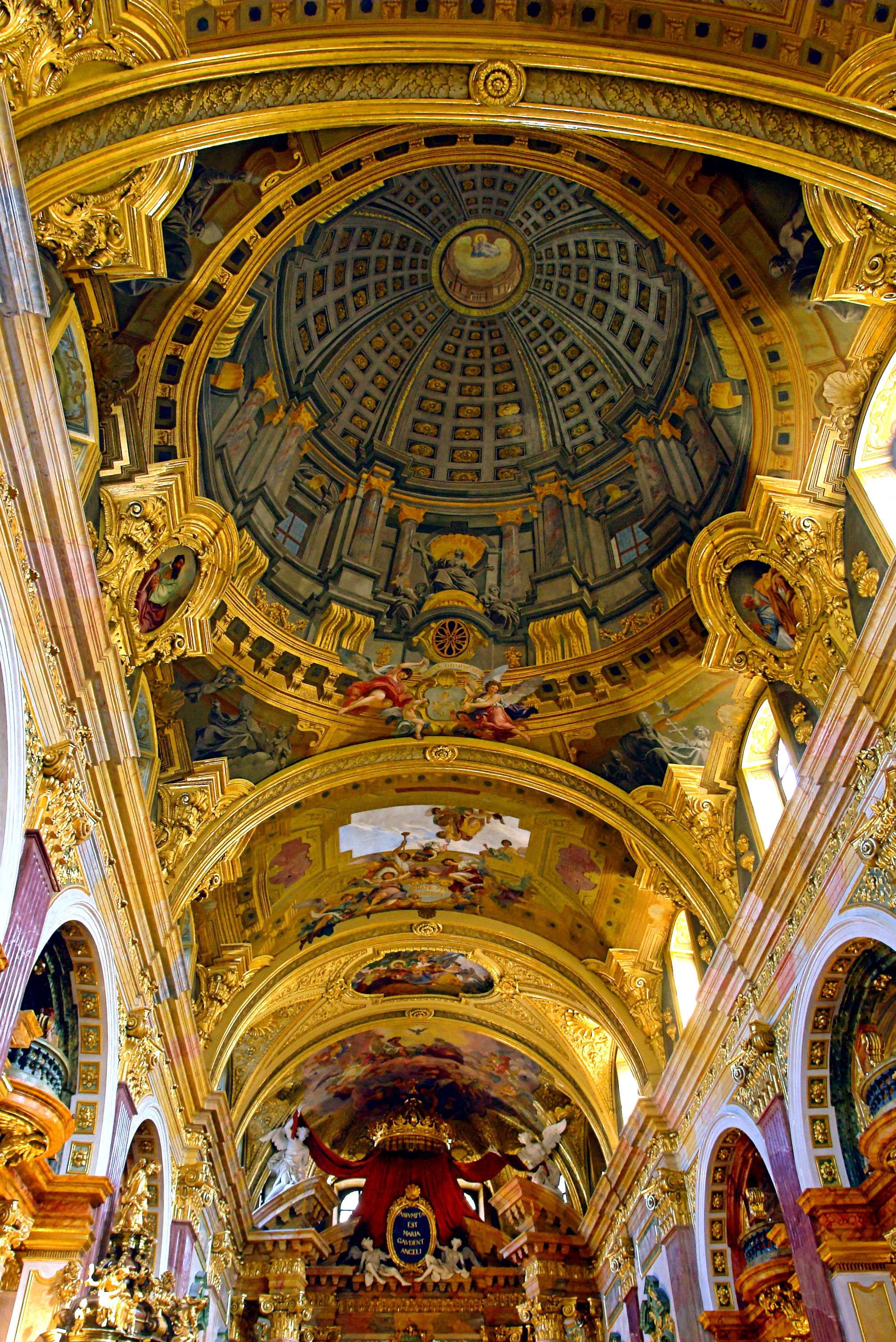
安德烈·波佐的天顶壁画
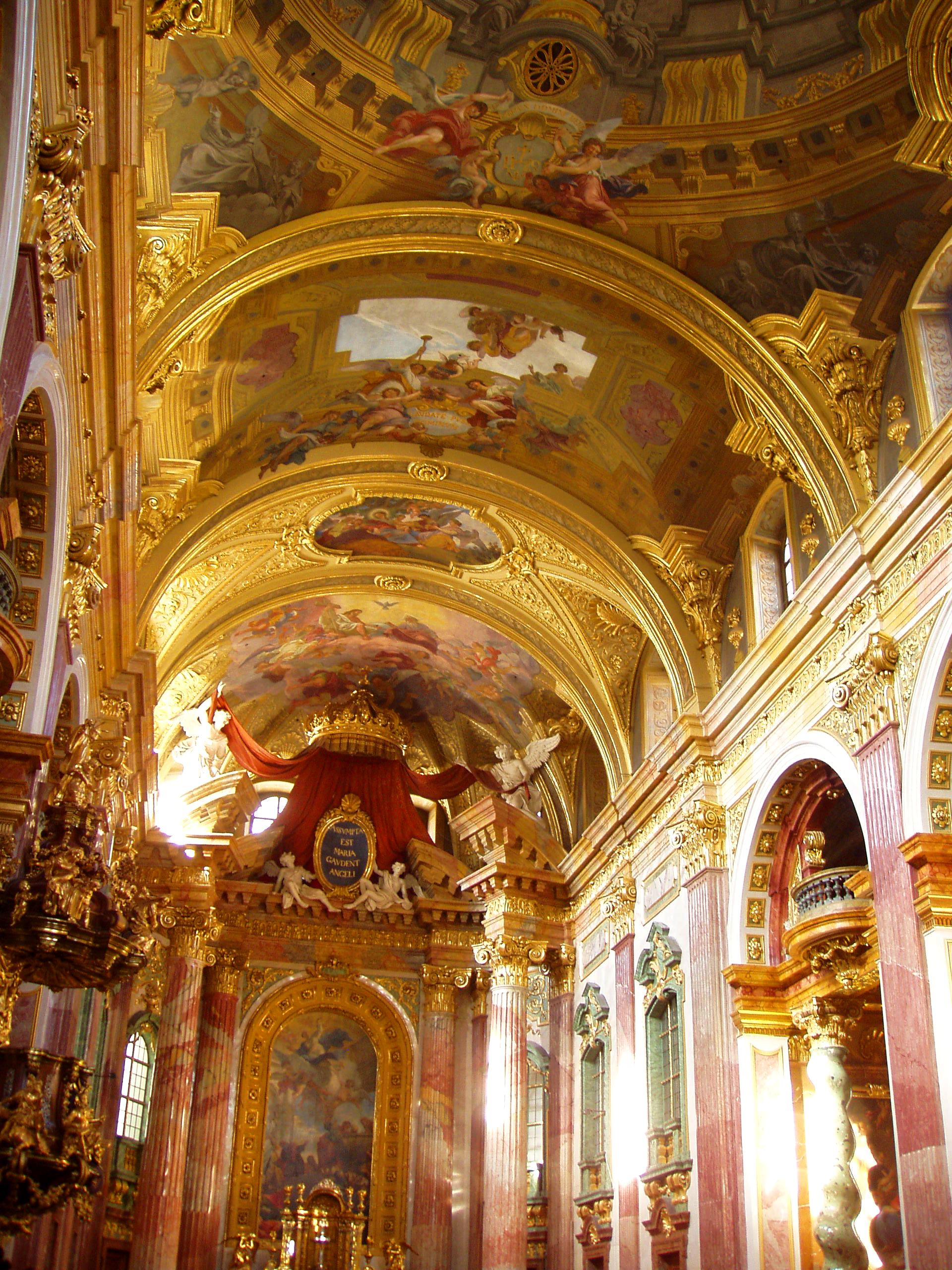
室内的一般景像
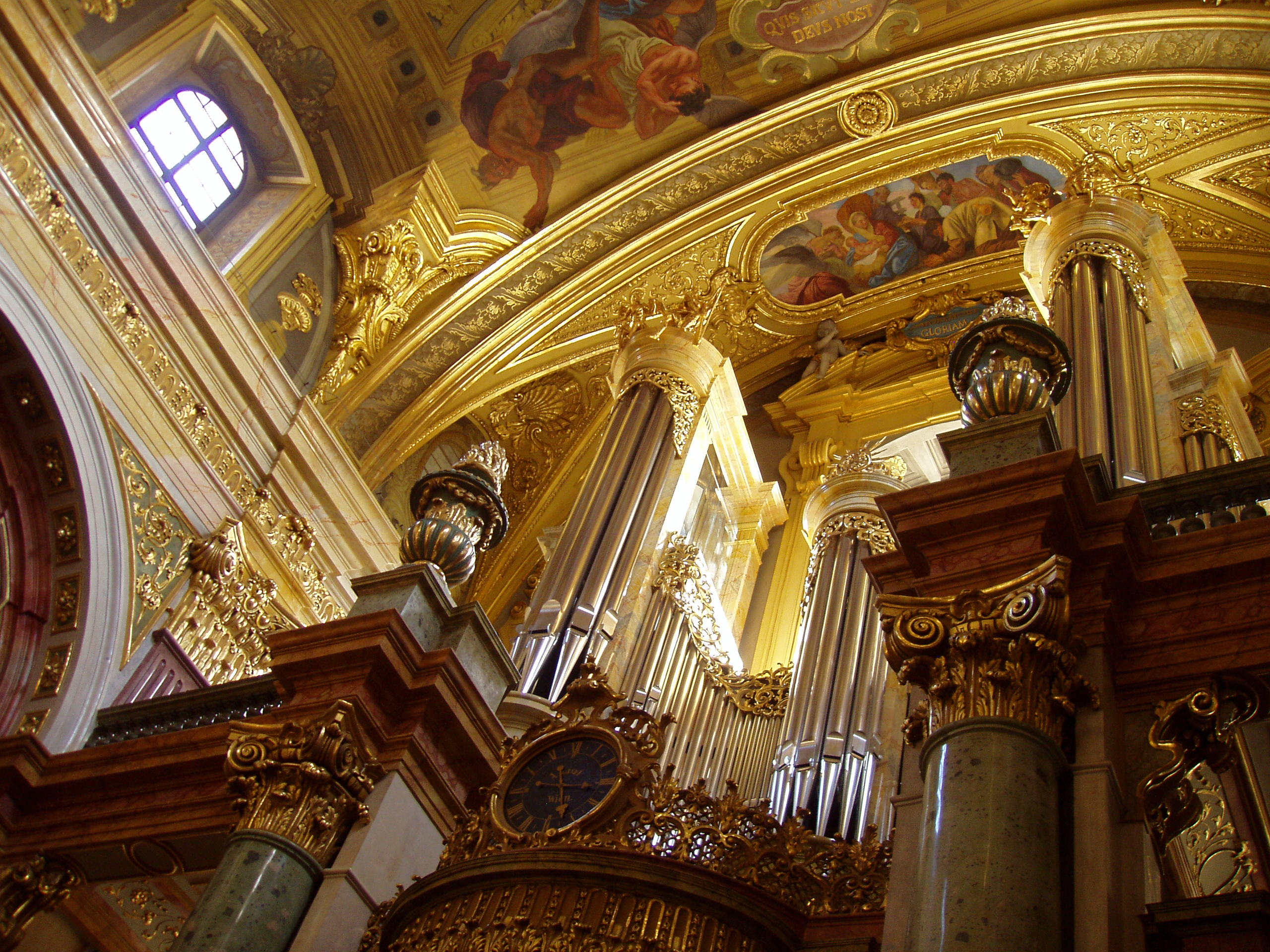
室内细部

1813年12月8日，紧邻维也纳大学的大会堂，贝多芬的《A大调第七交响曲》在那里首演。